# 15.º Regimiento de Artillería de la Luftwaffe
El 15.º Regimiento de Artillería de la Luftwaffe (15. Luftwaffen-Artillerie-Regiment) fue una unidad de la Luftwaffe durante la Segunda Guerra Mundial.

## Historia
Fue formado en octubre de 1942 en el área de Salsk, se inició solamente con:
- I Batallón/1.º Escuadrilla, 2.º Escuadrilla, 3.º Escuadrilla
- II Batallón/4.º Escuadrilla, 5.º Escuadrilla, 6.º Escuadrilla

En marzo de 1943 el regimiento fue reorganizado en Unterlüss/Celle:
- II Batallón (4.º Escuadrilla, 5.º Escuadrilla, 6.º Escuadrilla)
- III Batallón (8.º Escuadrilla, 9.º Escuadrilla, 10.º Escuadrilla, 11.º Escuadrilla)
- IV Batallón (Antiaéreo) recién formada

El nuevo regimiento se une a la división en mayo de 1943. Fue destruida en octubre de 1943 en Taganrog, excepto el IV Batallón, que estuvo adherido al I Batallón/46.º Regimiento Antiaéreo.

## Comandantes
- Coronel Karl Schuchardt – (1942 – 8 de febrero de 1943)
- Coronel Herbert Müller – (8 de febrero de 1943 – 6 de marzo de 1943).
- Coronel Wilhelm Mann – (6 de marzo de 1943 – noviembre de 1943)

## Orden de Batalla
Organización
- I Batallón/1.º Escuadrilla, 2.º Escuadrilla, 3.º Escuadrilla
- II Batallón/4.º Escuadrilla, 5.º Escuadrilla, 6.º Escuadrilla
- III Batallón/7.º Escuadrilla, 8.º Escuadrilla
- IV Batallón/9.º Escuadrilla, 10.º Escuadrilla, 11.º Escuadrilla, 12.º Escuadrilla
- 1.º Columna Ligera de Transporte
- 2.º Columna Ligera de Transporte
- 3.º Columna Ligera de Transporte
- 4.º Columna Ligera de Transporte

## Servicios
- ? - 1943: Bajo la 15.º División de Campo de la Fuerza Aérea.